# Bautzen
Bautzen (sorbisk Budyšin) er en tysk by i Oberlausitz i det østlige Sachsen. Byen har 42.000 indbyggere, hvoraf 5-10% sorbere, et vestslavisk nationalt mindretal i Tyskland. Byen regnes uofficielt som sorbernes hovedstad. Den nævnes første gang 1002 under navnet civitas Budusin, og var en vigtig handelsby i middelalderen.

## Geografi
Byen ligger ved floden Spree ca. 50 kilometer øst for Dresden ved overgangen til Lausitzer Bergland. Nord for byen befinder sig den i 1974 lukkede opstemmede sø Talsperre Bautzen. På dette sted lå tidligere i Spreedalen landsbyerne Malsitz (Małsecy) og Nimschütz (Hněwsecy). Ca. otte kilometer syd for byen mellem Drohmberg (Lubin) i øst og Mönchswalder Berg (Mnišonc) i øst kommer floden fra Lausitzer Bergland.

## Erhvervsliv
Bautzen er, som mange andre mellemstore byer i det gamle DDR, præget af, at mange af de produktionsanlæg der tidligere var rygsøjlen i erhvervslivet, ikke længere er i brug, da de ikke kunne omstille sig til markedsøkonomien efter murens fald.
Sennepsfabrikken Bautz'ner har imidlertid oplevet stor succes - også efter murens fald. I dag er det en af Tysklands mest solgte sennepsmærker som kan købes i de fleste supermarkeder. Bautz'ner producerer sennep i flere smagsvarianter og laver også dressinger, sovse og eddiker.

## Venskabsbyer
- Worms (Tyskland), siden 1990
- Heidelberg (Tyskland), siden 1991
- Dreux (Frankrig), siden 1992
- Jablonec nad Nisou (Tjekkiet), siden 1993
- Jelenia Góra (Polen), siden 1993